# Cadarafagno
Cadarafagno è una frazione di Cellio con Breia, in provincia di Vercelli.
La chiesa parrocchiale è dedicata a San Gottardo e alla Beata Panacea. Il portico della facciata fu dipinto nel 1781 da Lorenzo Peracino: vi sono rappresentati San Biagio, San Gottardo e l'Annunziata sul frontone; i quattro Evangelisti sulla parte anteriore e la Beata Panacea sopra la porta. All'interno vi sono dipinti di Defendente Peracino raffiguranti la vita di San Gottardo e la Beata Panacea.
Non si hanno notizie sulla data di costruzione della chiesa parrocchiale, ma sulla soglia d'ingresso si può notare una pietra recante la data 1176 che indica la probabile data di costruzione della precedente chiesa.
Il 24 febbraio 1876 un grosso incendio distrusse buona parte delle case del paese.